# Asian Tsunami Радіо
Asian Tsunami — незалежне інтернет-радіо та журнал, що популяризує музику та попкультуру країн Азії. Радіо було засноване у 2021 році ентузіастами, що прагнули познайомити всіх охочих з музичним різноманіттям Японії, Південної Кореї та Китаю, і продовжує існувати та розвиватися за власний кошт засновників.

### Інтернет-радіо
На радіо цілодобово транслюються нові треки усіх жанрів за останні 3-6 місяців, від к-поп до японського та корейського андеграунду, а також авторські плейлісти.
Для зручності слухачів на радіо є ефірна сітка, що складається з тематичних ефірних блоків, наповнених треками близьких один до одного жанрів.
Щотижневі спеціальні активності:
- «Артист у Фокусі» — щотижневий плейліст з добіркою пісень вибраного виконавця чи гурту, про якого також з'являється стаття в журналі;
- J-rock Friday — щотижневий плейліст з добіркою нових пісень жанру джей-рок;
- K-pop Friday — щотижневий плейліст з добіркою нових пісень жанру к-поп.

### Музичний журнал
Заснований 2022 року. В журналі публікуються статті про цікавих артистів різних жанрів, а також тематичні музичні добірки та переклади закордонних матеріалів.